# Henri Courtine

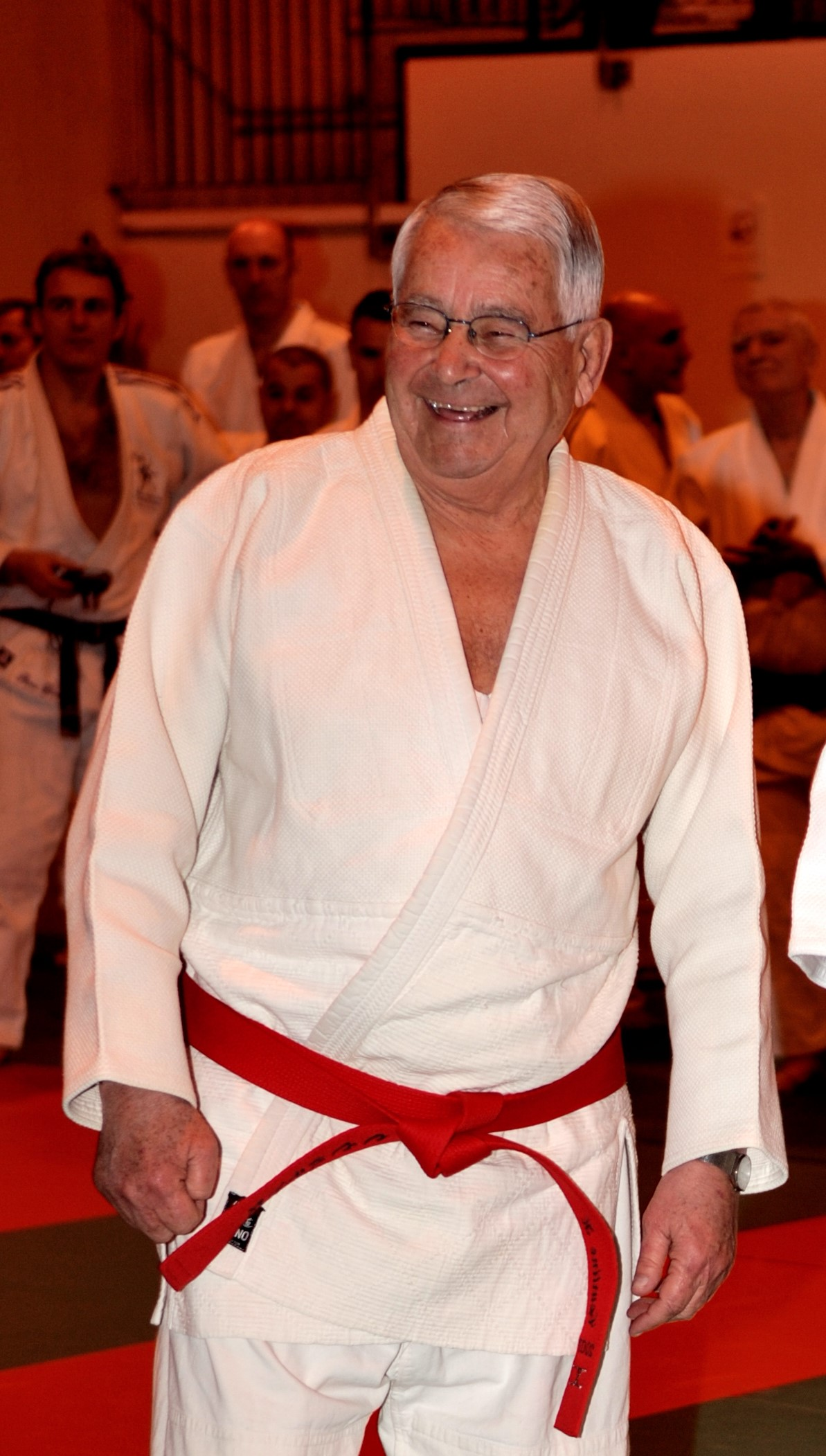
Henri Courtine im Jahr 2008

Henri Courtine (* 11. Mai 1930; † 20. Februar 2021) war ein französischer Judoka. Er war 1956 Weltmeisterschaftsdritter und viermaliger Europameister.

## Sportliche Karriere
Henri Courtine studierte Judo bei Mikinosuke Kawaishi und Shozo Awazu, die ihn in die französische Nationalauswahl beriefen. 1952 errang er den ersten Europameistertitel im Mittelgewicht und 1954 gewann er den ersten von vier französischen Meistertiteln. Im gleichen Jahr gewann er Europameisterschaftssilber in der Allkategorie hinter dem Niederländer
Anton Geesink. Bis 1962 wurden Europameisterschaften in den einzelnen Dan-Graden ausgetragen. 1955 gewann Courtine im 3. Dan Silber hinter Anton Geesink.
1956 nahm Henri Courtine an den ersten Judo-Weltmeisterschaften in Tokio teil, es wurde nur ein Wettbewerb in der Allkategorie ausgetragen. Er besiegte im Viertelfinale seinen Landsmann Bernard Pariset und verlor gegen den Japaner Shōkichi Natsui, dem ersten Weltmeister. Hinter Natsui und dem zweitplatzierten Yoshihiko Yoshimatsu erhielten Geesink und Courtine als beste Europäer je eine Bronzemedaille.
1957 trafen Geesink und Courtine im Europameisterschaftsfinale der Träger des 4. Dan aufeinander, Geesink gewann. 1958 gewann Courtine den Europameistertitel im Schwergewicht gegen seinen Landsmann Robert Dazzi. Bei den Weltmeisterschaften 1958 unterlag Courtine im Viertelfinale dem Japaner Akio Kaminaga und belegte den geteilten fünften Platz. 1959 siegte Courtine gegen seinen Landsmann Claude Collart im Europameisterschaftsfinale der Träger des 4. Dan. 1962 gewann Courtine seinen vierten Europameistertitel bei den offenen Meisterschaften im Mittelgewicht, als er im Finale den Deutschen Gerd Stamer bezwang.
Courtine blieb auch nach seiner Karriere dem Judosport erhalten. Er war viele Jahre im französischen Judoverband aktiv. Von 1979 bis 1987 war er Sportdirektor der Internationalen Judo-Föderation. Henri Courtine erhielt 2007 durch den französischen Verband den 10. Dan verliehen. Dieser Grad wird aber vom internationalen Dan-Kollegium Kodokan nicht anerkannt.